# Áo thun cổ bẻ
Áo thun cổ bẻ hay áo polo là loại áo thun về hình thức cổ áo giống cổ sơ mi, với tay áo ngắn bo tròn được đính với những chiếc cúc áo (thông thường là 2 hoặc 3 cúc), thường được làm bằng vải dệt kim, thường là sợi bông hay sợi tổng hợp.
Đây là một loại áo thời trang mang phong cách thể thao, và rất được ưa chuộng.
Áo thun cổ trụ (cổ bẻ có gài nút gọi là trụ áo) thường được dệt bo từ sợi cotton hoặc sợi PE (Polyeste). Áo thun cổ bẻ thường có tay bo hoặc không có bâu tay.

## Sơ nét
Áo thun cổ bẻ được phát minh bởi René Lacoste, người từng đoạt 7 giải Grand Slam, người sau này được biết đến với thương hiệu Lacoste nổi tiếng với áo cá sấu. Thiết kế cổ áo có thể gấp lên dễ dàng và thoải mái trên sân tennis, giúp đỡ người chơi bằng cách giảm cháy nắng vào phía cổ.
Dần dần, áo thun cổ bẻ trở nên phổ biến hơn và được sản xuất rộng rãi hơn, chúng được sử dụng làm đồng phục trong một số môn thể thao khác như: Golf, Polo.

### Xu hướng lật ngược cổ áo lên

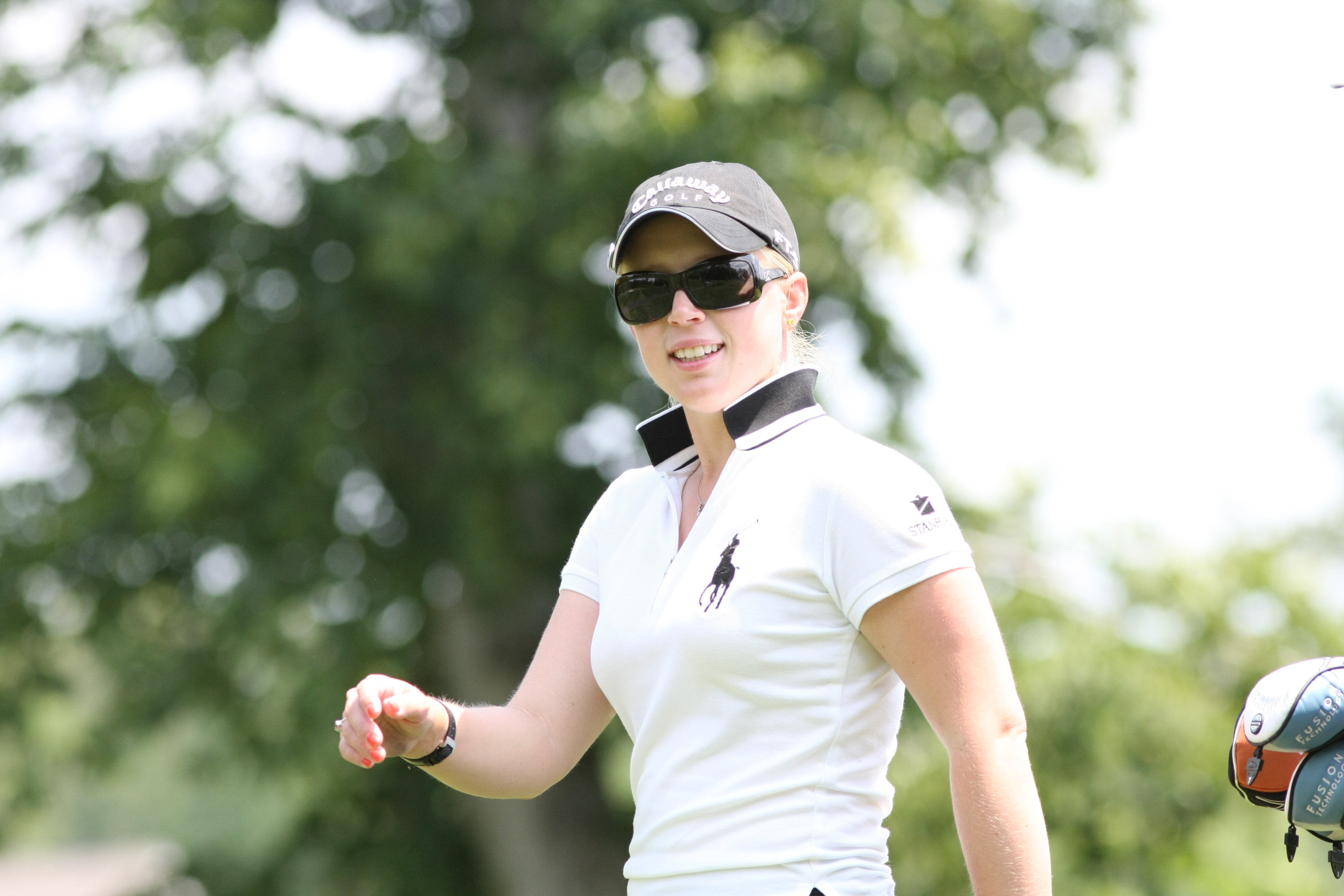
Morgan Pressel

Sự hồi sinh xu hướng như là một phần của xu hướng văn hóa phổ biến trong thập niên 2000, một phần văn hóa tại Mỹ. Những người nổi tiếng thường xuyên và đôi khi thường xuyên mặc áo của mình theo cách này, điều này bao gồm những người nổi tiếng như Elvis Presley, Jane Fonda, Goldie Hawn, Sharon Stone, Kanye West, Oprah Winfrey, Diane Sawyer, Suze Orman, Wendie Malick, và Morgan Pressel.